# Électro-polissage

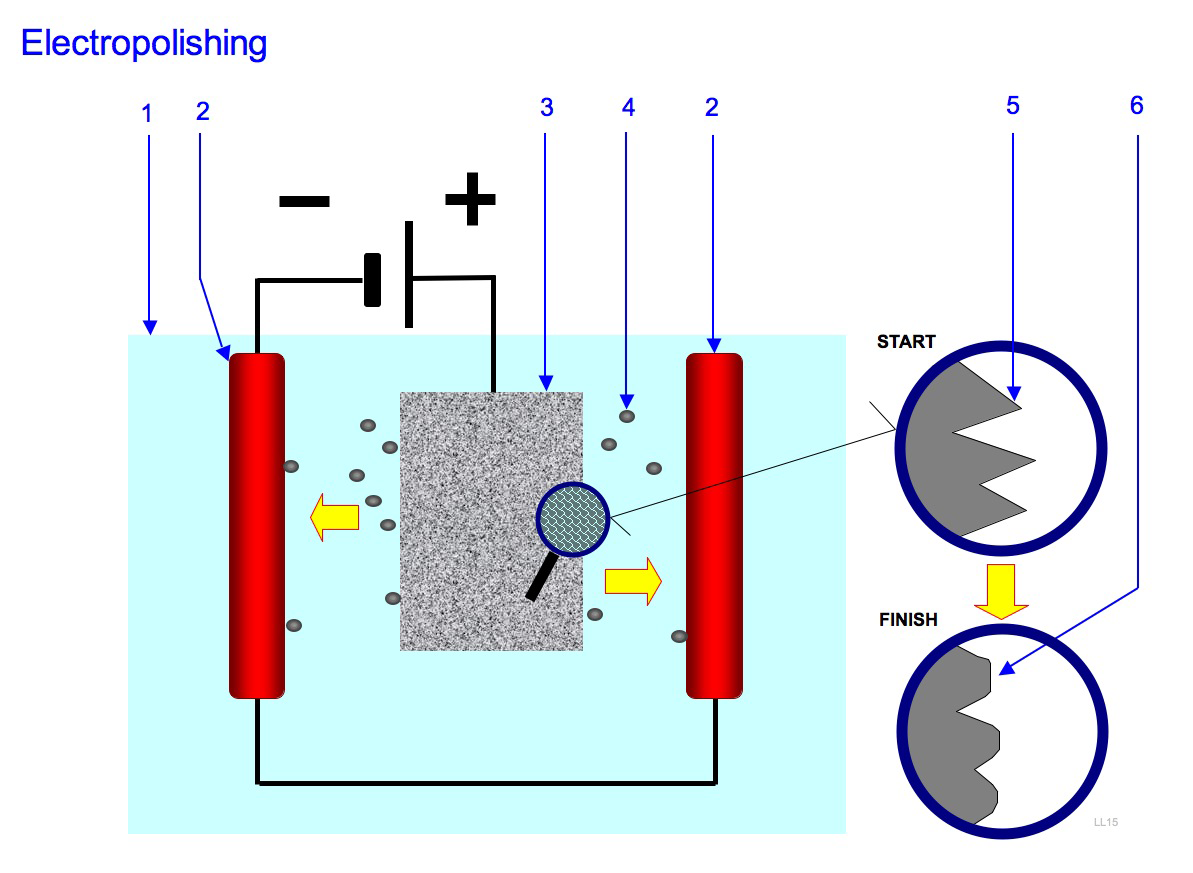
Principe de l'électro-polissage :
1. Electrolyte
2. Cathode
3. Pièce à polir (Anode)
4. Particule de la pièce à polir se déplaçant vers la cathode
5. Surface avant polissage
6. Surface après polissage

L’électro-polissage (ou électropolissage) est un procédé de traitement de surface électrochimique par lequel le métal de la couche superficielle est enlevé par dissolution anodique.

## Causes
Le travail des pièces (tôle par exemple) par pliage, roulage, soudage, etc., laisse de très fines particules de matière incrustées à la superficie. Dans le temps l’oxydation de ces particules diminue les qualités physiques de la pièce.

## Principe
La pièce à traiter est plongée dans un bain d’électrolyte acide fortement concentré, composé de deux électrodes où on applique un courant électrique. La pièce est reliée au pôle positif (anode).
Le processus d’électrochimie produit une dissolution anodique de la couche superficielle, plus ou moins importante en faisant varier l’intensité du courant (continu) à travers la surface.

## Effets
Les surfaces traitées présentent de très faibles rugosités, une résistance accrue à la corrosion. Elles sont plus douces et plus reluisantes (surtout dans le cas de l’inox) ; d’où un entretien plus aisé.

### Avantages
- Traitement de surfaces géométriques très complexes,
- élimination des impuretés et tensions,
- résistance à la corrosion plus élevée,
- rendu de surfaces saines empêchant l’adhésion des dépôts,
- suppression de la couche de Beilby (rugosité due aux stries d’usinage),

### Inconvénients
- Prévoir une perte d'épaisseur,
- complexité du réglage de la densité du courant, la température du bain d’électrolyte et la durée du traitement.

## Sources et références
- Cours de perfectionnement au BP-dessin et BTS-BE, Automobiles Peugeot, Sochaux.